# Мольорх невиразний
Мольо́рх невира́зний (лат. Molorchus umbellatarum Schreber, 1759 = Molorchus minimus Scop. = Glaphyra umbellatarum (Schreber, 1759)) — жук з родини вусачів.

## Поширення
Вид пан'європейської групи, європейського зооґеографічного комплексу. Ареал охоплює всю Європу та деякі прилеглі території. У Карпатах поширений у передгір'ях.

## Екологія
Вид тісно приурочений до листяних лісових формацій. Дорослі комахи трапляються на квітах арункусу. Літ триває впродовж червня — липня. Личинки заселяють тонкі гілки листяних дерев.

## Морфологія

### Імаго
В порівнянні з M. minor, M. umbellatarum є дещо дрібнішим видом. Довжина його тіла становить 6–9 мм. Очі наближені до основ щелеп, у зв'язку з чим щоки дуже короткі. Вусики у самок і у самців мають по 11 члеників. Зазвичай не довші за тіло, хіба що у самців вони є ледь довшими. Надкрила не мають світлої косої плями. Передньоспинка з чітко вираженими блискучими горбиками. Надкрила вкорочені, їх вершини, боковий край та основи темніше пігментовані ніж їх диск. Крила лежать на черевці. Забарвлення буро-жовте, рудувате.

### Личинка
Личинка характеризується втягнутою в передньогруди головою, поперечним епістомом і губою, зморшкуватим пронотумом. Мандибули короткі, на вершині зморшкувато вирізані. Спинні мозолі черевця слабовипуклі, матові. Ноги відсутні.

## Життєвий цикл
Розвиток триває 1–2 роки.